# Forelius rubriceps
Forelius rubriceps är en myrart som beskrevs av José María Alfono Félix Gallardo 1916. Forelius rubriceps ingår i släktet Forelius och familjen myror. Inga underarter finns listade i Catalogue of Life.